# Hawker Siddeley Harrier

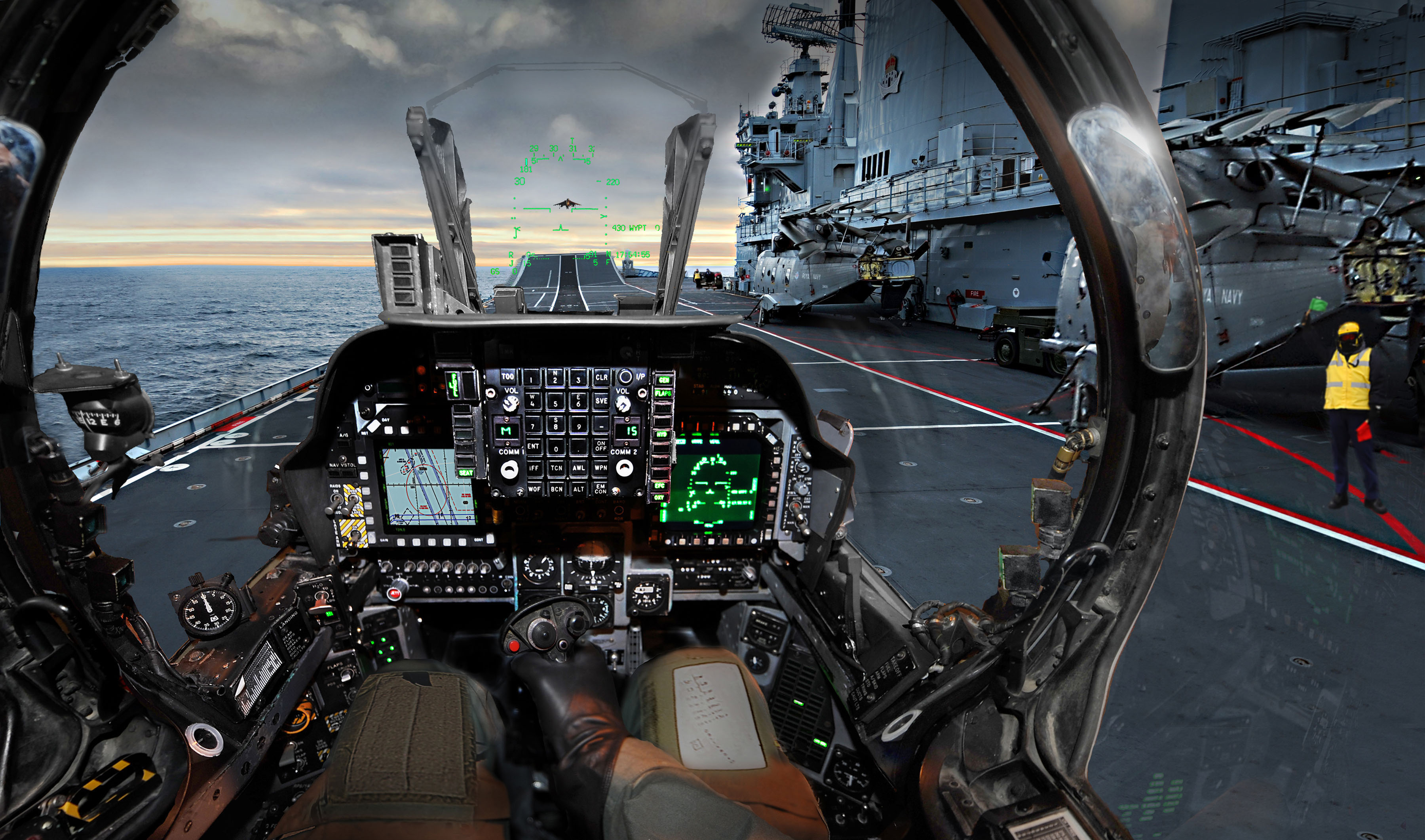
Cockpit

Harrier är ett brittiskt stridsflygplan som använts av Storbritannien, USA, Italien, Spanien, Thailand och Indien, och bland annat under Falklandskriget. Planet är känt för att kunna hovra, det vill säga ha förmågan att stå stilla i luften, och att kunna starta/landa med mycket kort start- respektive landningssträcka (så kallad VTOL, dvs. vertikal start och landning).

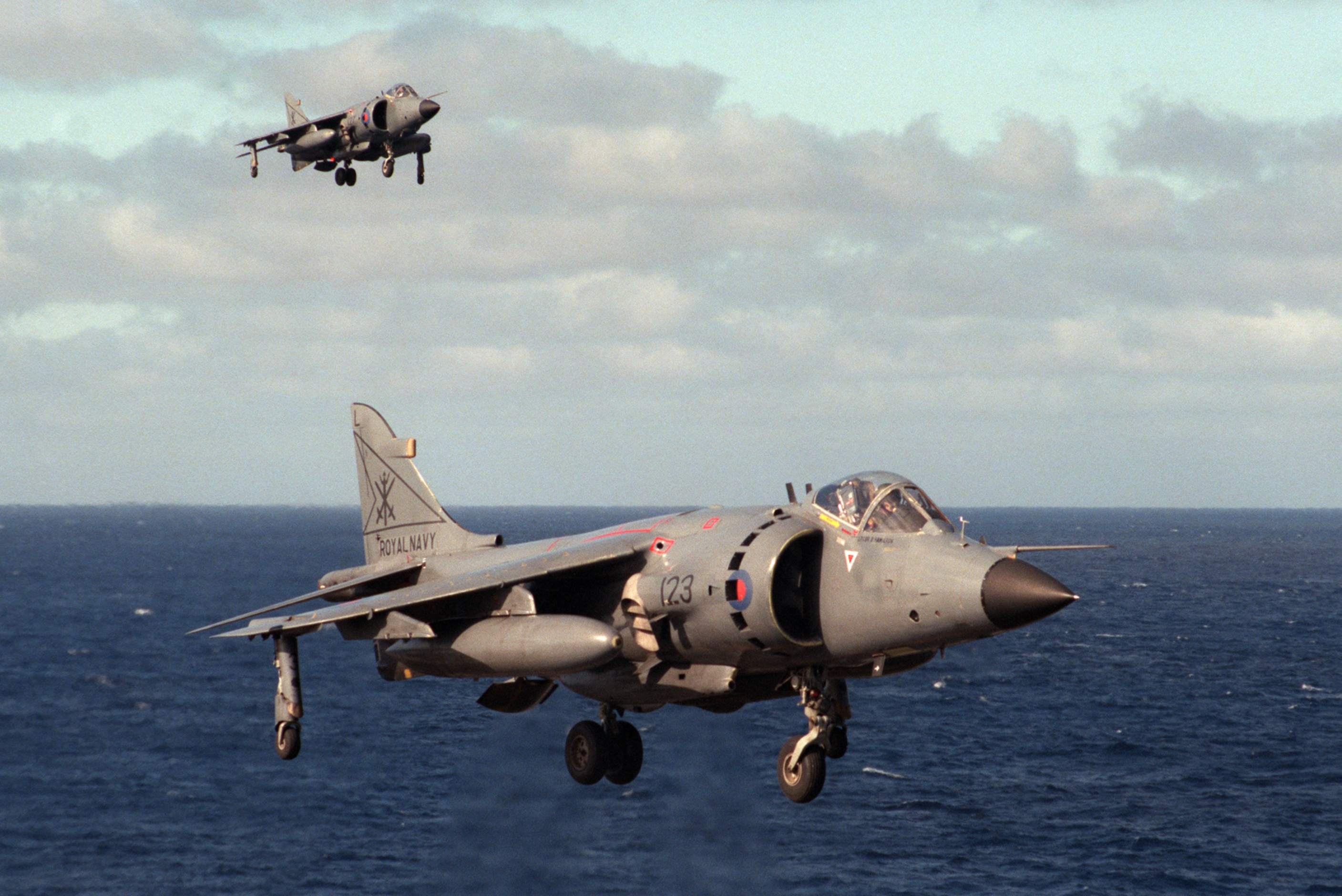
Marinversionern Sea Harrier tillhörande Brittiska flottan.

## Historia
Harrier utvecklades utifrån Hawker Siddeley P.1127. Utvecklingsarbetet av P.1127 startades 1957 av Bristol Engine Company och Hawker. År 1961 följde överenskommelsen mellan Storbritannien, USA och Västtyskland om att köpa in nio plan som skulle vidareutvecklas från P.1127 för att utröna en satsning på en VTOL-plan. Flygplanet byggdes av Hawker Siddeley och gavs namnet Hawker Siddeley Kestrel. År 1966 beställdes de första  Harrier GR.1 som levererades 1967. Den första Harrier GR.1 flög 28 december 1967. Den togs officiellt i tjänst 18 april 1969. Tre av de fyra Harrier-divisionerna var i Tyskland hos RAF Germany.
År 2010 togs de sista Hawker Siddeley Harrier i RAF ur tjänst. Planet är i tjänst i Thailands flygvapen och Indiens flygvapen.
Planet kallas ibland av den amerikanska marinen för "The Widow-Maker" på grund av de relativt många haverierna.

## Varianter
- Harrier GR.1

Första produktionsmodellen baserad på prototypplanet Hawker Siddeley Kestrel
- Harrier GR.1A

Uppgraderad version av GR.1 med bl.a. uppgraderad Pegasus Mk 102-motor. Av 58 GR.1A som användes av RAF var 17 nyproducerade och 41 ombyggda GR.1.
- Harrier GR.3

Hade förbättrade sensorer (till exempel en lasermålpekare i den förlängd nosen och radarvarnare mottagaren på fenan och stjärtbommen) och en ytterligare uppgraderad Pegasus Mk 103. Detta skulle bli den ultimata utvecklingen av den första generationens Harrier. RAF beställde 118 i GR.1/GR.3 serien.
- Harrier T.2

Tvåsitsigt skolplan för RAF.
- Harrier T.2A

Uppgraderad T.2, som drevs av en Pegasus Mk 102.
- Harrier T4

Tvåsitsigt skolplan för Royal Air Force, vilket motsvarar GR.3.
- Harrier T4N

Tvåsitsigt skolplan för Royal Navy.
- Sea Harrier FRS.1

Marin version med Blue Fox-radar använd av brittiska flottan. Kan bära atombomben WE.177A och sjömålsroboten Sea Eagle
- Harrier Mk 52

Tvåsitsig företags demonstrator, en byggd.
- AV-8A Harrier

Ensitsigt mark-attack och jaktplan för U.S. Marines, i stort sett lika som den äldre GR.1, men med GR.3 motorn. 113 beställdes an amerikanska Marines. Företagets beteckning var Harrier Mk 50.
- AV-8C

Uppgraderad AV-8A för den amerikanska Marine Corps.
- AV-8S Matador

Exportversion av AV-8A Harrier för den spanska marinen, som senare såldes till den thailändska flottan. Spanska marinen beteckningen var VA-1 Matador. Företagets beteckning var Harrier Mk 53 för första produktionspartiet och Mk 55 för den andra omgången.
- TAV-8A Harrier

Tvåsitsig skolversion för den amerikanska marinkåren. TAV-8A Harrier drevs av en Rolls-Royce Pegasus Mk 103. Företagets beteckning var Harrier Mk 54.
- TAV-8S Matador

Exportversion av TAV-8A Harrier för spanska flottan. Senare sålda till thailändska flottan. Spanska marinens beteckning var FAE-1 Matador.